# 井上浩 (俳優)
井上 浩（いのうえ ひろし、1961年1月29日 - ）は、日本の俳優。有限会社宝井プロジェクト所属。

## 人物
山形県出身。血液型はB型、身長171cm、体重72kg。サラリーマン時代に蜷川幸雄の劇団員募集に応募し、採用はされなかったものの群衆役として声がかかり、退職して演劇の世界に飛び込んだ。1980年に舞台「下谷万年町物語」でデビュー。劇団テアトロ＜海＞に入団し、35歳まで在籍。特技は三味線で、2004年より丸一仙翁社中のメンバーしても活動中。

## 出演

### テレビドラマ

#### NHK
- 金曜時代劇
  - スキッと一心太助 第8 - 14話（1999年 - 2000年） - 越後屋番頭 役
  - 逃亡（2002年） - 金座の役人 役
- 連続テレビ小説 こころ 第41話（2003年5月16日）
- 大河ドラマ
  - 新選組! 第7話（2004年2月22日） - 番頭 役
  - 天地人（2009年）
- ドラマ10 セカンドバージン 第1話（2010年10月12日） - 高城課長 役
- BS時代劇 火怨・北の英雄 アテルイ伝 第1話（2013年1月11日）
- NHK正月時代劇 桜ほうさら（2014年1月1日）
- おわこんTV 第5話（2014年7月29日）
- スリル!〜黒の章〜 第4話（2017年3月19日）

#### 日本テレビ系
- 火曜サスペンス劇場
  - 「となりの女」（1996年9月3日）
  - 「監察医・室生亜季子23」（1998年2月3日） - 岡事務官 役
  - 「弁護士・朝日岳之助17」（2002年8月27日） - 検察官 役
- P.A. プライベートアクトレス 第9話（1998年12月12日）
- 君といた未来のために 〜I'll be back〜 第4話（1999年2月6日）
- 女医（1999年） - 産婦人科医 役
- バーチャルガール 第2話（2000年1月22日）
- Pure Soul〜君が僕を忘れても〜 第8話（2001年5月28日）医師 役
- ビューティ7 第10話（2001年9月5日）
- ナイトホスピタル〜病気は眠らない〜 第10話（2002年12月16日）
- 87% 私の5年生存率 第8話（2005年3月2日）
- 14才の母 第5・6話（2006年11月8日・15日）
- うつへの復讐 〜絶望からの復活〜（2007年6月26日）
- ホカベン（2008年）
- 日本史サスペンス劇場・特別企画『東大落城』（2009年1月14日[3]）
- 華麗なるスパイ 第2話（2009年7月25日） - 職員 役

#### TBS系
- 若葉のころ 最終話（1996年6月28日）
- ドラマ30 失業白書（1997年3月31日 - 5月30日） - 小山順 役
- 月曜ドラマスペシャル→月曜ミステリー劇場→月曜ゴールデン
  - クラッカー 侵入者（1997年11月10日）
  - 陰の季節 第6作「刑事」（2003年9月15日）
  - 刑事シュート しゅうと&ムコの事件日誌 第2作（2010年3月15日[4]）
- 愛の劇場
  - 空への手紙（1999年6月7日 - 7月30日）京子の父 役
  - 大好き!五つ子 - 山崎先生 役
- サラリーマン金太郎2 第4話（2000年4月30日） - 融資担当係 役
- 嫁はミツボシ。 第4話（2001年5月2日）
- Love Story 第4話（2001年5月6日）
- 世界で一番熱い夏 第5話（2001年8月3日） - ニュースキャスター 役
- ウルトラシリーズ
  - ウルトラマンコスモス 第45話「遊園地伝説」（2002年5月11日） - TVアナウンサー 役
  - ウルトラマンマックス 第20話「怪獣漂流」（2005年11月12日） - アナウンサー 役
- ぼくが地球を救う 第6話（2002年8月8日） - 上野社長 役
- GOOD LUCK!! 第3話（2003年2月2日） - ディスパッチャー 役
- ブラックジャックによろしく 第1・2話（2003年4月11日・18日） - 医師 役
- 恋する日曜日 ファーストシリーズ 第20話 色彩都市（2003年8月17日）
- 砂の器 第2話（2004年1月25日	） - 刑事 役
- オレンジデイズ 第1話（2004年4月11日）
- 新しい風 第1話（2004年4月15日）
- いま、会いにゆきます 第3話（2005年7月17日）
- 笑える恋はしたくない 第2話（2006年12月8日）
- 孤独の賭け〜愛しき人よ〜 第4話（2007年5月3日）
- 夫婦道 第8話（2007年5月31日）
- ミラクルボイス（2008年1月3日）
- 佐々木夫妻の仁義なき戦い 第5・6話（2008年2月17日・24日）
- Tomorrow〜陽はまたのぼる〜（2008年）
- 官僚たちの夏 第4・5話（2009年7月26日[5]・8月2日[6]）
- ケータイ刑事 銭形命 第5話「売れないモデルの悲劇！〜恋とオシャレと男のコ殺人事件」（2009年8月1日） - 宇佐美治夫 役
- オルトロスの犬 第8話・最終話（2009年9月18日[7]・25日[8]）
- JIN-仁- 第6話（2009年11月15日[9]）
- ATARU 第6話（2012年5月20日[10]）
- ビギナーズ! 第8話（2012年9月6日[11]）
- クロコーチ 第5話（2013年11月8日[12]）
- 警部補・杉山真太郎〜吉祥寺署事件ファイル 第1話（2015年1月12日）
- 都庁爆破!（2018年1月2日）
- 最愛 （2021年12月10日）

#### フジテレビ系
- 美味しんぼ
  - 超豪華珍品料理 卵&カキ&蒸し焼き究極の味くらべ 勝者はどっちだ?（1995年1月20日）
  - 究極VS至高 最後の対決!?（1999年8月20日） - 板前 役
- 勝利の女神（1996年） - 面接官 役
- ガールズplus1 第16話（1996年） - 弁護士ベッシ 役
- ギフト 第4話（1997年5月7日） - 医師・高山 役
- こんな恋のはなし 第1・2・7話（1997年7月3日・10日・8月14日）
- 金曜エンタテイメント→金曜プレステージ→赤と黒のゲキジョー
  - 女弁護士水島由里子の危険な事件ファイル1「私は殺される」（1997年5月23日）
  - サラリーマン刑事1（1998年2月20日） - 教員 役
  - ドラマスペシャル TEAM 2（2001年10月5日）
  - ドラマスペシャル さよなら、小津先生（2004年11月26日）
  - 金曜エンタテイメント特別企画 白線流し 〜夢見る頃を過ぎても（2005年10月7日）
  - 医療捜査官 財前一二三3（2012年8月3日） - 啓徳大学教授選の関係者 役
  - 積木くずし 最終章 第1夜（2012年11月23日[13]）
  - 女医・倉石祥子2〜死の研究室〜（2013年8月23日） - 外科部長 役
  - 森村誠一サスペンス 海の斜光（2014年11月7日）
- 世にも奇妙な物語
  - 春の特別編「サムライ化する男」（1998年4月8日）
  - 春の特別編「親切成金」（1999年3月31日） - 銀行員 役
  - 20周年スペシャル・春 〜人気番組競演編〜「まる子と会える町」（2010年4月4日[14]）
- 世界で一番パパが好き 第11話（1998年9月16日）
- タブロイド 第4話（1998年11月4日）
- 救命病棟24時
  - 救命病棟24時 第1シリーズ（1999年）
  - 救命病棟24時スペシャル2005（2005年1月4日）
- きらきらひかる2（1999年4月23日）
- アフリカの夜 第4話（1999年5月6日） - 新聞社デスク 役
- らせん 第3話（1999年7月15日）
- 氷の世界 第4話 - 第9話（1999年11月1日 - 12月6日）
- 砂の上の恋人たち 第10話（1999年12月14日）
- ショカツ 第2話（2000年4月18日）
- ショムニ 第2シリーズ 第10話（2000年6月14日） - 課長 役
- 花村大介 第6話（2000年8月8日）
- 女子アナ。 第9話（2001年3月6日）
- 私を旅館に連れてって 第3話（2001年4月25日） - 医師 役
- ルーキー! 第6話（2001年5月15日） - 弁護士 役
- ムコ殿 第9話（2001年6月7日） - 編集者 役
- ファイティングガール 第1話（2001年7月4日） - 医師 役
- 非婚家族 第5話（2001年8月2日）
- 傷だらけのラブソング 第10話（2001年12月11日）
- 人にやさしく 第9話（2002年3月4日） - 医師 役
- ビッグマネー!〜浮世の沙汰は株しだい〜 第7話（2002年5月23日） - 沢田弁護士 役
- 恋愛偏差値 第1章 燃えつきるまで 第3話（2002年7月18日） - 編集長 役
- ナースのお仕事4 第9話（2002年8月27日）
- クニミツの政 第7話・第10話（2003年8月12日・9月2日） - 役員 役
- ハコイリムスメ! 第1話（2003年10月7日）
- ビギナー 第5話（2003年11月3日） - あきれる裁判官 役
- ほんとにあった怖い話 「真夜中の奇蹟」（2004年1月24日）
- 僕と彼女と彼女の生きる道 第4話（2004年1月27日） - 山崎次郎 役
- FIRE BOYS 〜め組の大吾〜 最終話（2004年3月16日）
- 愛し君へ 第7話（2004年5月31日）
- ラストクリスマス 第9話（2004年12月6日）
- 離婚弁護士II〜ハンサムウーマン〜 第1話（2005年4月19日）
- スローダンス 第1話（2005年7月4日）
- 海猿 UMIZARU EVOLUTION 第6・7話（2005年8月9日・16日）
- がんばっていきまっしょい 第5話（2005年8月9日）
- 1リットルの涙 第5話（2005年11月8日）
- 西遊記（2006年） - 村人 役
- 偽りの花園（2006年）
- 医龍-Team Medical Dragon- 第7話（2006年5月25日）
- 土曜プレミアム
  - ザ・ヒットパレード〜芸能界を変えた男・渡辺晋物語〜 後編（2006年5月27日）
  - 特命指揮官 郷間彩香（2016年10月22日）
- 役者魂! 第9話（2006年12月12日）
- 翼の折れた天使たち 第一夜「衝動」（2007年2月26日）
- 安宅家の人々（2008年）
- 薔薇のない花屋（2008年）
- コード・ブルー -ドクターヘリ緊急救命- 第5回（2008年7月31日） - 山本 役
- 白と黒 第58話（2008年9月18日[15]）
- セレブと貧乏太郎 第2話（2008年10月21日[16]）
- イノセント・ラヴ（2008年） - 編集長 役
- BOSS 第10話（2009年6月18日[17]）
- リアル・クローズ 第10話（2009年12月15日[18]）
- 不毛地帯 第14話（2010年2月4日）
- ジョーカー 許されざる捜査官 第3話（2010年7月27日[19]）
- 明日の光をつかめ
  - 明日の光をつかめ2 最終話（2011年9月2日[20]）
  - 明日の光をつかめ -2013 夏- 第17話（2013年7月23日[21]）
- 早海さんと呼ばれる日 第9話（2012年3月11日）
- リッチマン、プアウーマン 第5・6話（2012年8月6日・13日） - 役員 役
- 極悪がんぼ 第6話（2014年5月19日） - 赤蛇 役
- フラジャイル 第1話（2016年1月13日）
- 感情8号線 第1話「荻窪 真希」（2017年1月15日）

#### テレビ朝日系
- 松本清張シリーズ・事件にせまる - 清原少尉 役
- 土曜ワイド劇場
  - 神戸六甲まぼろしの美女（1989年8月26日） - 刑事 役
  - 妖しい稲妻の美女（1990年4月14日） - 刑事 役
  - 新・法医学教室の事件ファイル 第2作（1995年4月22日）
  - 法医学教室の事件ファイル 第6作（1997年4月5日）
  - 法医学教室の事件ファイル 第9作（1998年10月31日） - 井上康夫 役
  - キソウの女 第1作（2003年10月8日）
  - 事件記者冴子の殺人スクープ 第4作（2003年11月1日）
  - 犬は見た!（2008年3月1日）
  - 特別企画・殺人予告（2011年1月29日[22]）
  - 特別企画・切り裂きジャックの告白 〜刑事 犬養隼人〜（2015年4月18日） - 六郷武則 役
- 月曜ドラマ・イン
  - 闇のパープル・アイ 第7話（1996年8月12日）
  - ガラスの仮面2 第6話（1998年5月18日）
  - 天国のKiss 第6話（1999年8月16日）
  - 月下の棋士 第5話・最終話（2000年2月14日・3月13日）
- ウイークエンドドラマ しようよ♡ 第6話（1996年11月16日）
- 恋の奇跡 第3・4・12話（1999年4月29日・5月6日、7月1日） - 記者 役
- はぐれ刑事純情派
  - PART12 第1話（1999年3月31日）
  - PART12 第19話（1999年8月4日） - 西野武 役
  - PART13 第26話（2000年9月27日）
  - PART15 第25話（2002年9月25日）
- はみだし刑事情熱系 PART4 第1話（1999年10月6日） - 事務長 役
- 恋愛中毒 第4話（2000年2月10日） - ホテルマン 役
- YASHA-夜叉- 第8話（2000年6月9日）
- 氷点2001 第10話（2001年9月20日）
- 嫉妬の香り 第4・5話（2001年11月2日・9日） - 医師 役
- 眠れぬ夜を抱いて 第1話 - 第9話（2002年4月11日 - 6月13日） - 和泉研三 役
- エースをねらえ! 第5話（2004年2月12日）
- 相棒
  - season3 - 香取（首相秘書官） 役
    - 第1話「双頭の悪魔」（2004年10月13日）
    - 第3話「双頭の悪魔III〜悪徳の連鎖」（2004年10月27日）

  - season6
    - 第1話「複眼の法廷」（2007年10月24日） - キャスター 役
    - 第9話「編集された殺人」（2007年12月19日） - 裁判官 役

  - season18 第4話「声なき声」（2019年10月30日） - 記者 役
- 富豪刑事デラックス 第5話（2006年5月19日）
- 快感職人 第1話（2006年7月8日）
- 松本清張・最終章 わるいやつら 第6話（2007年2月23日） - 旅館の主人 役
- 生徒諸君! 第3話（2007年5月4日）
- 女帝 最終話（2007年9月14日）
- 7人の女弁護士 第2シリーズ 第1話（2008年4月10日） - 津村祐介 役
- 交渉人〜THE NEGOTIATOR〜 第2シリーズ 第1話（2009年10月22日[23]）
- マイガール 第4話（2009年10月30日[24]）
- ゆりあ先生の赤い糸（2023年11月9日） - スナックの客 役

#### テレビ東京系
- 超光戦士シャンゼリオン 第37話（1996年12月11日）
- ブースカ! ブースカ!! 第23話（2000年3月11日） - 記者 役
- 水曜ミステリー9
  - 多摩南署たたき上げ刑事・近松丙吉6 仰角の写真（2006年10月4日）
  - 銀座高級クラブママ青山みゆき2 ナニワクラブママ女帝バトル殺人事件（2007年3月7日）
  - 逆転弁護士ヤブハラ2（2015年10月7日） - 検察官 役
- ザ・決断スペシャル 命の報道ドラマ（2007年9月24日）
- ヘッドハンター 第5話（2018年5月14日） - 幹部 役

#### WOWOW
- 再生巨流（2011年3月6日）
- CO 移植コーディネーター 第3・4話（2011年4月3日・10日）
- パンドラIII 革命前夜 第1・3話（2011年10月2日・16日）
- 學（2012年1月1日）
- Strangers 6（2012年）
- お先にどうぞ 伊豆・旅情篇（2014年1月3日）
- 沈まぬ太陽 第2部 第14話（2016年8月14日）

### ネットドラマ
- フジコ 第4話（2015年11月13日、Hulu）

### 映画
- ビルマの竪琴（1985年7月20日、東宝） - 山本一等兵 役
- 鹿鳴館（1986年9月20日、東宝） - 塾生 役
- ゴジラシリーズ（東宝）
  - ゴジラvsビオランテ（1989年12月16日） - 自衛隊隊員 役[1]
  - ゴジラ×メカゴジラ （2002年12月14日）
- 天河伝説殺人事件（1991年3月16日、東映）
- 帰って来た木枯し紋次郎（1993年11月20日、東宝） - 仙人 役
- 四十七人の刺客 （1994年10月22日、東宝） - 杉野十平次 役
- 南の島に雪が降る（1995年12月2日、リバース） - 演芸部員 役
- 八つ墓村（1996年10月26日、東宝）
- 大怪獣東京に現わる（1998年9月26日、松竹） - アナウンサー 役
- 新選組（2000年1月15日、メディアボックス） - 斉藤一 役
- 五条霊戦記 GOJOE（2000年10月7日、東宝） - 傀儡師 役
- 叫（2007年2月24日、ザナドゥー） - 刑事 役
- ミッドナイト・イーグル（2007年11月23日、松竹） - 磯田 役
- 明日への遺言（2008年3月1日、アスミック・エース）
- ファイナル・ジャッジメント（2012年6月2日、日活） - 早鐘希の父 役
- 踊る大捜査線 THE FINAL 新たなる希望（2012年9月7日、東宝）
- 快盗戦隊ルパンレンジャーVS警察戦隊パトレンジャー en film（2018年8月4日、東映） - ニセ記者 役

### 舞台
- 下谷万年町物語（1980年）
- いのちある日に（1987年、紀伊国屋ホール） - 村山俊二 役
- 薄桜記（1990年8月31日 - 9月5日、紀伊国屋ホール） - 嘉次平 役
- 松井誠公演・さぶ（1994年、池袋芸術劇場） - 多市 役
- 松井誠公演・花吹雪お静礼三（1995年、池袋芸術劇場） - 六郷内膳正 役
- 五木ひろし公演・三味線やくざ（2000年、御園座）
- 逆転裁判 〜逆転のスポットライト〜（2013年 - 2014年） -  裁判長 役[25]